# Tablouri dintr-o expoziție

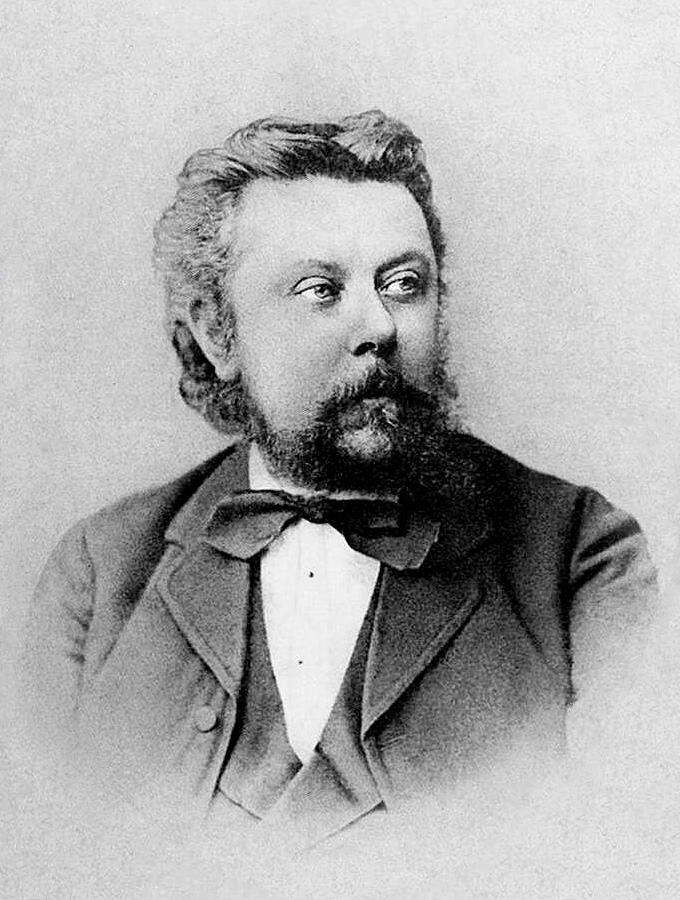
Musorgski în 1874

Tablouri dintr-o expoziție (în rusă Картинки с выставки – Воспоминание о Викторе Гартмане, „Imagini de la o expoziție – în amintirea lui Viktor Hartmann”) este o suită de zece piese (plus una recurentă, Promenada), compusă pentru pian de compozitorul rus Modest Musorgski în 1874.
Suita este cea mai faimoasă lucrare de pian a lui Musorgski, devenind o piesă de rezistența pentru virtuozii pianului. A devenit de asemenea cunoscută prin diverse orchestrații și aranjamente produse de alți muzicieni și compozitori, aranjamentul lui Maurice Ravel fiind cel mai des înregistrat și reprezentat in concert.

## Istoria compoziției

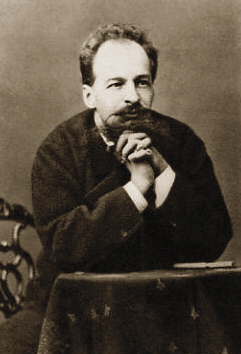
Viktor Hartmann (1834-1873)

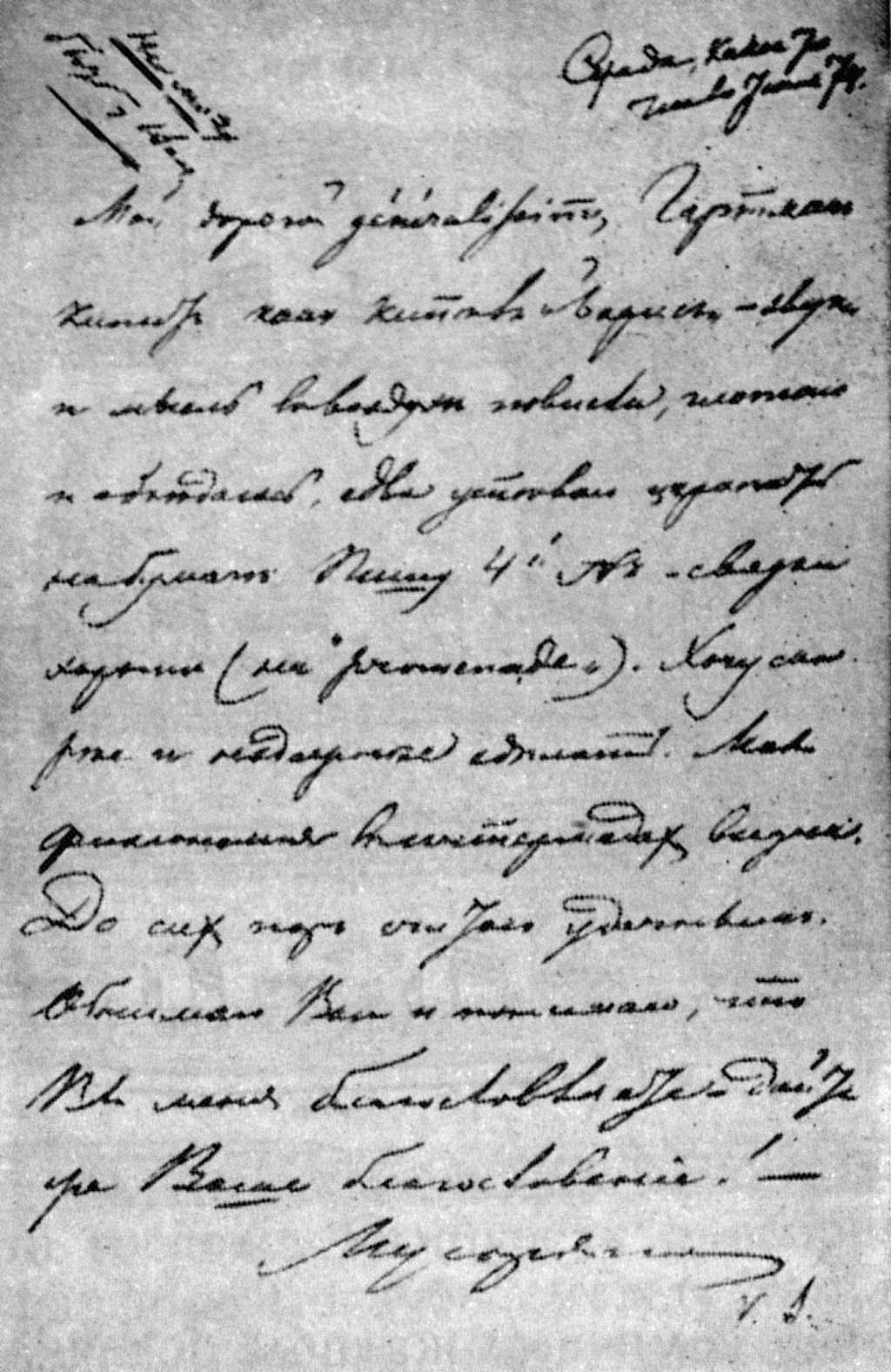
Scrisoare a lui Musorgski către Stasov, scrisă în timp ce lucra la Tablouri dintr-o expoziție

În  primăvara  anului  1874, Modest  Musorgski a vizitat  expoziția dedicată lucrărilor arhitectului Victor  Hartmann, decedat recent, pe 4 august 1873. Erau expuse proiecte de arhitectură și desene foarte reușite după natura moartă. Mai erau expuse și schițele costumelor și decorurilor pentru operele „Ruslan și Ludmila” de Glinka, și „Puterea Diavolului” de Serov, schițele diferitelor tipuri de produse artistice, cleștele pentru spargerea nucilor, în formă  de  gnom, ceasul de bronz în forma unei căsuțe de basm sprijinite pe piciorușe de găină.
Expoziția a produs o impresie extraordinară asupra compozitorului Musorgski, fiind determinat să exclame ,, Vai și amar! O, artă rusă martiră!” și astfel s-a născut ideea de a crea un ciclu de tablouri muzicale, după subiectele desenelor lui Hartmann. Ideea corespundea întru totul naturii compozitorului, iar lucrările născute sub impresia modelelor vizuale, realiste, îmbrăcau o formă artistică unică. Compozitorului îi plăcea  să zugrăvească viața în toată complexitatea, multilateralitatea și caracterul  ei contradictoriu. Astfel a apărut  ciclu  de lucrări pentru pian  – „Tablouri dintr-o  expoziție”, un exemplu al posibilității de a crea cu mijloace muzicale imaginile vieții reale într-o formă  originală. Musorgski le-a ales pe acelea care îi  erau  mai apropiate: schițe de proiecte, scenele de gen și imaginile legate de creația populară – basmul, legenda și epopeea populară.
Vladimir Stasov, critic de artă rus, a ajutat la organizarea unei expoziții memoriale de peste 400 de lucrări ale lui Hartmann în cadrul Academiei Imperiale de Arte din Sankt Petersburg, în februarie și martie 1874. Mai târziu, în iunie, Musorgski a compus Tablouri dintr-o Expoziție în numai douăzeci de zile (2-22 iunie 1874). 

## Structura compoziției

### Promenada
Tonalitate: Si♭ major
Ciclul „Tablourile dintr-o expoziție” începe cu
piesa „Promenada”, compusă pe structura cântecelor
populare ruse.  După  amintirile  lui  Stasov,
compozitorul  se  înfățișase  pe  sine  însuși,
plimbându-se agale prin expoziție, (de unde vine și
titlul). 
Piesa are un ritm simplu, puternic și asimetric. 
După „Promenada”, cu ritmul ei măsurat și lin,
urmează  imagini  pestrițe,  ciudate,  născute  sub
impresia  desenelor  lui  Hartmann.  Printre  toate
aceste  tablouri  separate  apare  mereu  tema  din
„Promenada”,  care  leagă  diferitele  imagini  într-o
compoziție  unitară    în  funcție  de  tabloul  ce
urmează  sa-l  reprezinte,  tema  sună  când  cu  o
măreție epică, când trist și meditativ, când luminos

Masurile 3 și 4 din "Promenada".

și vesel

### Nr. 1 "Piticul"
Tonalitate: Mi♭ minor
Schița
lui  Hartmann  reprezintă  o  figură  de  lemn  cu
piciorușele strâmbe, un spărgător de nuci, o jucărie.
Compozitorul înzestrează făptura mică și pocită cu
frământări  adânci,  omenești.  Chipul  trist  al
gnomului,  cu  mersul  lui  greoi,  stângaci  este
caracterizat   printr-o   muzică   posomorâtă,
neliniștită.  

#### Promenada (2)
Tonalitate: La♭ major
O reluare simplă a temei promenadei descrie spectatorul trecând de la un tablou la altul.

### Nr. 2 "Vechiul Castel"
Această mișcare este considerată a fi bazată pe o acuarelă care reprezintă un castel italian și este portretizat de Ravel în orchestrație de un saxofon alto solo. Hartmann plasa adesea figuri umane în desenele de arhitectură pentru a sugera scara.

#### Promenada (3)
Tonalitate: Si major
O scurtă reluare a temei promenadei (8 măsuri) o prezintă mai extrovertită si cu mai multă greutate decât înainte.

### Nr. 3 "Tuileries (Cearta copiilor după joacă )"
Tonalitate: Si major
Tuillieries este cunoscuta grădină publică
din  Paris,  loc  preferat  pentru  plimbări  al lui Victor  Hartmann. Compozitorul  Musorgski
prezintă o ceată de copii ce se ceartă. Mișcările lor
iuți  și  agile,  intonațiile  de  răsfăț  sunt  redate  cu
multă viață..

### Nr. 4 "Bâdlo"
Tonalitate: Sol♯ minor
Tabloul ,,Bâdlo” reprezintă o căruță țărănească
poloneză, pe roți înalte, trase de doi boi. Mișcarea
căruței afundându-se parcă în noroi, în intonațiile
triste  ale  melodiei  populare,  compozitorul  redă
senzația  apăsătoare  a  muncii  de  rob  a  țăranului,
munca istovitoare, fără bucurii. 
Mișcarea este scrisă în formă ternară (ABA) cu coda. Mussorgsky începe fortissimo (ffFormat:Serif), sugerând carul cu boi în prim-plan. După ce a atins un punct culminant (con tutta forza) dinamica trece brusc în piano (bar 47), urmată de un diminuendo la un final pianississimo (pppFormat:Serif), sugerând carul cu boi îndepărtându-se. Aranjamente ulterioare, cum ar fi cel al lui Ravel, încep în liniște, cresc treptat la fortissimo, apoi scad, sugerând carul cu boi care se apropie, trece și apoi se îndepărtează.

#### Promenada (4)
Tonalitate: Re minor
O reflecție de 10 măsuri asupra temei principale.

### Nr. 5 "Dansul puilor ce ies din găoace"
Tonalitate: Fa major
În  baletul  lui  Iuri  Gerber  „Trilbi”, cu decoruri de Hartmann,  care a
avut premiera la Petersburg in 1871, era un episod în care apărea un grup de băieți și fetițe
îmbrăcați  în  coji  de  ouă  sparte,  parcă  ar  fi  fost
îmbrăcați în zale. Culorile lui Hartmann reprezintă
schițele acestor costume. Compozitorul a anexat un
mic  scherzo  (scherzino)  numind  piesa  „Baletul
puișorilor ce ies din găoace”.
Mișcarea este scrisă în formă ternară (ABA) cu o repetiție identică și o coda concisă.

### Nr. 6 "Evreul bogat și cel sărac"
Tonalitate: Si♭ minor
Baza  piesei  „Evreul  bogat  și  cel  sărac”  o
constituie două portrete ale lui Hartmann pictate în
Sandomir  (Polonia).  Pe  unul  din  ele  este  chipul
unui evreu bogat și gras, vesel și mulțumit de sine,
pe  celălalt  – un  biet  bătrân  sărac,  slab  și  necăjit.
Contrastul  dintre  cele  două  pături  sociale  i-au
insuflat compozitorului ideea de a efectua scena-dialog  a  unei  discuții  aprinse.  Unul  dintre
interlocutori  vorbește  pe  un  ton  plin  de  sine,
arogant, celălalt parcă ar vrea să-l convingă de un
lucru,  implorându-l  cu  o  voce  jalnică.  Musorgski
redă  veridic  intonațiile  caracteristice  vorbirii
omenești
Mișcarea este în formă ternară A – B – A+B:
1. Andante, mormântul energico (Tema 1 "Samuel Goldenberg")
2. Andantino (Tema 2 "Schmuÿle")
3. Andante, mormântul energico (Temele 1 și 2 în contrapunct)
4. Coda

### Promenada
Tonalitate: Si♭ major
O reluare aproape identică a temei de deschidere. Multe aranjamente, inclusiv versiunea orchestrală a lui Ravel, omit această mișcare.

### Nr. 7 "Târgul din Limoges"
Tonalitate: Mi♭ major
„Târgul   din  Limoges”   este   un   tablou
reprezentând un târg din sudul Franței - o mulțime
de  femei  gălăgioase  care  se  ceartă.  Muzica  alertă
reproduce  cu  multă  naturalețe  forfota  veselă,
tărăboiul,  exuberanta  lumină  a  soarelui  din  sud,
care inundă întregul tablou. 
Mișcarea este un scherzo scris formă ternară (ABA). O coda agitată conduce fără pauză în mișcarea următoare.

### Nr 8 "Catacombele"
Tonalitate: Si minor
Vederea unui mormânt sumbru îi inspiră compozitorului meditații triste despre moarte, silindu-l să simtă deosebit de puternic pierderea dureroasă pe care a încercat-o la moartea prietenului său, inspirându-i o muzică gravă și funebră, dedicată artistului decedat. 
Mișcarea are două părți, una statică, Largo, care evocă grandoarea și ecoul catacombelor alternând acorduri puternice și moi, și una mai dinamică, Andante, care este o versiune sumbră a temei plimbării, sugerând coborârea privitorului în adâncurile catacombelor.

### Nr. 9 "Coliba pe Picioare de Găină (Baba Iaga)"
Tonalitate: Do minor
„Modelul ceasului” era reprezentat de Hartmann ca o
casă  micuță  sprijinită  pe  piciorușe  de  găină. Musorgski a descris sunetul clopotului unui ceas mare și vârtejul produs de Baba Iaga în zbor.

### Nr. 10 "Marea poartă a Kievului"
Tonalitate: Mi♭ major
Acest moment este inspirat din
schițele lui Hartmann pentru Poarta Kievului, monument cu care Hartmann a câștigat un concurs de proiecte, dar care nu a fost construit niciodată. 
Mișcarea începe cu tema principală (Plimbarea) amplificată grandios. Tema secundară are un aer solemn si se bazează pe un imn de botez din liturghia Ortodoxă rusă.

## Aranjamentul lui Ravel
Orchestrația lui Maurice Ravel, produsa în anul 1922, dovedește calitățile de colorist ale lui Ravel. Orchestrația s-a dovedit cea mai populară atât în sălile de concert cât și în înregistrări. Ravel a omis Promenada între "Doi evrei" și "Limoges" și a aplicat licențe artistice la unele detalii ale dinamicii și notației. Este admirată pentru culorile sale instrumentale — un solo de trompetă pentru deschiderea Promenadei, tonuri întunecate de suflători din lemn pentru pasajele ce sugerează cântul Ortodox, piccolo pentru "pui în găoace". 